# Crunchyroll
Crunchyroll ist eine US-amerikanische Video-on-Demand-Plattform zu ostasiatischen Medien, darunter Animes und asiatische Real-Serien und -Filme. Sie ist auf Englisch, Deutsch, Französisch, Italienisch, Arabisch, Portugiesisch, Spanisch, Russisch, Japanisch, Hindi und Indonesisch verfügbar. Crunchyroll ist mit 12 lokalisierten Sprachversionen in über 200 Ländern aktiv. Die 2006 gegründete Website bietet mittlerweile legales Streaming von über 800 Anime-Serien und -Filmen an. Zudem bietet Crunchyroll Synchronisationsfassungen auf Englisch, Deutsch, Französisch, Italienisch, Portugiesisch, Spanisch, Russisch, Japanisch, Tamil, Telugu, Arabisch und Hindi an. Crunchyroll verfügt über einen Online-Shop, über den DVDs, Blu-rays, Literatur-Produkte und Merchandising-Produkte angeboten werden. Der Betreiber der Plattform ist die Crunchyroll LLC.

## Entstehung und Expansion
Die Seite wurde im Juni 2006 von einer Gruppe Studenten der University of California, Berkeley gegründet als Community von Anime-Fans und Seite für den Austausch von Videos und Fansubs. Nach einem starken Wachstum der Seite bis Sommer 2007 wurde sie von Venrock finanziell unterstützt und konnte Lizenzen für Inhalte erwerben. Außerdem wurden illegal hochgeladene Inhalte entfernt und nur noch die jeweiligen Rechteinhaber können Serien hochladen. Am 1. August 2008 wurde die Crunchyroll Inc. gegründet, welche für den Betrieb der Seite verantwortlich war. Seit Anfang 2009 bietet die Seite das Streaming aktueller japanischer Serien und Filme, darunter zunächst Naruto Shippūden, Gintama und Skip Beat! an. Die Folgen werden kurz nach deren Ausstrahlung im japanischen Fernsehen mit ursprünglich englischen und inzwischen mehrsprachigen Untertitel über Crunchyroll den Abonnenten der Seite hochauflösend angeboten, wovon die meisten mit einer Woche Verzögerung auch kostenlos angesehen werden können. Das Angebot der frei zugänglichen Folgen finanziert sich hauptsächlich mit Werbeeinblendung. Später kamen zum Angebot weitere aktuelle als auch ältere Serien und Filme hinzu.
Am 16. April 2012 verkündete Crunchyroll, dass der Dienst nun auch in Lateinamerika zur Verfügung steht und für die Regionen eine auf Spanisch lokalisierte Version gestartet hat. Im November 2012 folgte Brasilien. Im Mai 2013 wurde der Dienst in Spanien und Portugal eingeführt. Das Angebot wurde im Oktober 2013 auf Frankreich ausgeweitet. Im Dezember 2013 expandierte Crunchyroll sein Angebot auf deutschsprachige Gebiete. Der Dienst erweiterte seine Reichweite im September 2015 auf Italien mit einer lokalisierten Version. Zuletzt expandierte der Dienst Ende 2017 in den russischen Sprachraum.
Am 27. Oktober 2013 berichtete die japanische Wirtschaftszeitung Nikkei, dass der Verlag Kōdansha ab dem 30. Oktober 2013 für ausgewählte Manga gleichzeitig mit deren Erstveröffentlichung in Japan englische Übersetzungen über Crunchyroll anbieten wird. Das Angebot startete mit 12 Titeln: Apocalypse no Toride, Coppelion, Fairy Tail, Kami-sama no Iu Tōri ni, Kimi no Iru Machi, Nanatsu no Taizai, Nazo no Kanojo X, Shingeki no Kyojin, Uchū Kyōdai, UQ Holder!, Wagatsuma-san wa Ore no Yome und Yamada-kun to Nananin no Majo. Das Veröffentlichungsgebiet beträgt dabei 170 Länder, ausgenommen beispielsweise Japan, China, Frankreich, Italien und Deutschland.
Crunchyroll wurde 2015 der neugegründeten Ellation Inc. unterstellt. Am 16. Mai 2016 ging die Betreiberfirma Crunchyroll Inc. in die Ellation Inc. (inzwischen Crunchyroll LLC) auf, welche seither für die Plattform Crunchyroll verantwortlich ist. Seit März 2017 bietet Crunchyroll ausgewählte Animes auch auf der Vertriebsplattform Steam an. Die Animes auf Steam werden vorerst nur mit englischen Untertitel angeboten. Im Januar 2018 wurde bekannt, dass die Holdinggesellschaft Otter Media Crunchyroll komplett aufgekauft hat. Der amerikanische Mobilfunkanbieter AT&T gab im August 2018 bekannt, dass man die übrigen Anteile an Otter Media aufgekauft habe und dessen Streamingdienste WarnerMedia unterordnen wolle.
Am 21. April 2018 startete Crunchyroll in Kooperation mit dem brasilianischen Sender Rede Brasil einen Crunchyroll-Block auf dem TV-Sender. Gezeigt werden ausgewählte Animes aus dem Crunchyroll-Portfolio. Gestartet ist der Block mit einer Laufzeit von einer Stunde und wurde später auf sechs Stunden aufgestockt. Funimation, Crunchyroll, Wakanim und Animax Deutschland kündigten am 1. März 2022 an, dass man das Angebot auf Crunchyroll bündeln wird und neue Serien zukünftig nur noch auf Crunchyroll erscheinen sollen. Bereits laufende Serien sollen auf den bisherigen Plattformen noch beendet werden. Crunchyroll stellte, aufgrund des Ukraine-Krieges 2022 und die damit gegen Russland verhängten Sanktionen, seinen Betrieb am 11. März 2022 in Russland ein.
Das Manga-on-Demand-Angebot von Crunchyroll wurde zum 11. Dezember 2023 ersatzlos gestrichen.

## Crunchyroll in Deutschland
Beginnend mit den Titeln Aoki Hagane no Arpeggio – Ars Nova, Gingitsune, Little Busters!, Miss Monochrome und Nagi no Asukara bietet Crunchyroll seit Dezember 2013 auch deutsche Untertitel an. Nachdem Crunchyroll schon seit einer gewissen Zeit englische Synchronfassungen anbietet, wurden am 27. August 2017 auch deutsche Synchronisationen angekündigt, die sie selber in Auftrag gegeben haben. Die ersten synchronisierten Animes mit den Titeln Schwarzes Marken, Rokka -Braves of the Six Flowers- und Yamada-kun and the seven Witches wurden am 16. November 2017 veröffentlicht. Neben deutscher Synchronisation sind auch Synchronisationen auf Französisch, Spanisch und Portugiesisch zu sehen. Im März 2018 wurde bekannt, dass Crunchyroll gegen deutsche Fansub-Gruppen vorgeht, die Subs zu in Deutschland lizenzierten Crunchyroll-Produkten anbieten. Als Reaktion darauf haben sich mehrere Fansubgruppen aufgelöst. Crunchyroll und KSM Anime kündigten am 7. Dezember 2018 eine Content-Partnerschaft an. Ab Sommer 2019 sollen dabei mehr als 10 Serien aus dem Portfolio von Crunchyroll auf Deutsch bei KSM erscheinen; dies ist somit die erste größere Kooperation zwischen Crunchyroll und einem deutschen Anime-Publisher. Im Januar 2019 zog auch Kazé Deutschland nach und kündigte an, sich 27 Titel aus dem Portfolio von Crunchyroll gesichert zu haben. Darunter sind die von Crunchyroll synchronisierten Titel Yamada-kun & the 7 Witches, Mob Psycho 100 und 'Saga of Tanya the Evil. Nach der Übernahme der Viz Media Switzerland erweiterte Crunchyroll seit Mai 2020 seinen Katalog an Synchronisationen mit Titeln aus dem Portfolio von Kazé Deutschland. So fanden zum Beispiel bereits die Kazé-Synchronisationen zu Food Wars! Shokugeki no Soma, Btooom! und High School D×D ihren Weg zu Crunchyroll. Mit Journal of the Mysterious Creatures fügte Crunchyroll im September 2020 das erste Mal einen Titel hinzu, der auf der Plattform exklusiv für den deutschen Sprachraum zur Verfügung steht. Anfang September 2020 öffnete sich Crunchyroll das erste Mal externen deutschen Publishern und nahm die Titel My Teen Romantic Comedy SNAFU und Peter Grill and the Philosopher’s Time vom deutschen Publisher AniMoon Publishing in das Simulcast-Portfolio auf. Beide Titel stehen auch in den USA über eine Sublizenz von Sentai Filmworks auf Crunchyroll zur Verfügung.
Nachdem im Vorfeld bereits ein Großteil des Anime-on-Demand-Kataloges auf Crunchyroll herübergezogen wurde, wurde am 8. September 2021 bekannt, dass Anime on Demand Ende des Jahres eingestellt werden soll. Am 8. Dezember 2021 wurde Anime on Demand dann eingestellt. Auch nach dem Einstellen von Anime on Demand soll die Migration der AoD-Titel fortgesetzt werden. Seit Ende Oktober 2021 werden Titel von Kazé Deutschland parallel zum Disc-Release als Stream bei Crunchyroll angeboten, die Veröffentlichung auf Crunchyroll orientiert sich dabei an der Veröffentlichung der Disc-Publikationen.
Crunchyroll-Synchronisationen
Die folgende Liste enthält eine Auswahl deutschsprachigen Synchronisationen, die Crunchyroll in Auftrag gegeben hat.
- Akashic Records of Bastard Magic Instructor (Serie)
- Darling in the Franxx (Serie)
- Death March to the Parallel World Rhapsody (Serie)
- Dr. Stone
- In Another World With My Smartphone (Serie)
- Miss Kobayashi's Dragon Maid (Serie)
- Mob Psycho 100 (Serie)
- Mob Psycho 100 Reigen The Miraculous Unknown Psychic (OVA)
- Mob Psycho 100 II: Der erste superbillige Ausflug der Berater für Geister und so Zeugs ~ Eine erholsame Reise für Herz und Seele ~ (OVA)
- Recovery of an MMO Junkie (Serie)
- Recovery of an MMO Junkie (OVA)
- Rokka -Braves of the Six Flowers- (Serie)
- Saga of Tanya the Evil (Serie)
- Schwarze Marken (Serie)
- That Time I Got Reincarnated as a Slime
- The Ancient Magus’ Bride (Serie)
- The Ancient Magus’ Bride: Those Awaiting a Star (OVA)
- The Rising of the Shield Hero
- Yamada-kun and the seven Witches (Serie)

## Eigenproduktionen und Crunchyroll Originals
Am 25. Juli 2017  erschien auf Crunchyroll mit Children of Ether die erste Serie, deren Produktion von Crunchyroll selbst in Auftrag gegeben wurde. Regie führte LeSean Thomas und produziert wurde es im französischen Studio Yapiko Animation. Es steht im englischen Originalton und mit englischen, deutschen, spanischen, französischen, portugiesischen und italienischen Untertiteln zur Verfügung. Im Oktober 2017 veröffentlichte Crunchyroll, in Koproduktion mit dem RocketJump-Team, die erste Staffel der Realserie Anime Crimes Division. Im August 2018 gab Crunchyroll die Gründung der ellation Studios bekannt. ellation Studios soll als Produktionsstätte für Shows dienen, die auf Crunchyroll und VRV laufen sollen. Eine der erste Produktion wird High Guardian Spice sein, welche für Crunchyroll hergestellt wird. Inzwischen tritt ellation Studios als Crunchyroll Studios auf. Crunchyroll Studios unterhält Produktionsstätten in Burbank und Tokio. Crunchyroll und der Webtoon-Anbieter Webtoon kündigten 2019 eine strategische Partnerschaft an, bei der eigene animierte Inhalte entwickelt und koproduziert werden sollen.
Bis Anfang 2020 hat Crunchyroll über 60 Anime-Serien koproduziert, darunter auch die Serie The Rising of the Shield Hero. Ende Februar 2020 führte Crunchyroll das Label Crunchyroll Originals ein mit dem eigen- sowie koproduzierte Serien markiert werden. Diese werden unter anderem in den Crunchyroll Studios aber auch in japanischen Studios produziert.

## Logos

Altes Langlogo (2006 bis 2012)
Altes Kompaktlogo (2006 bis 2012)
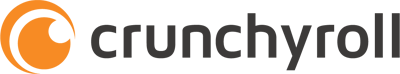
Altes Langlogo (2012 bis 2018)
Altes Kompaktlogo (2012 bis 2018)
Altes Langlogo (2018 bis 2024)
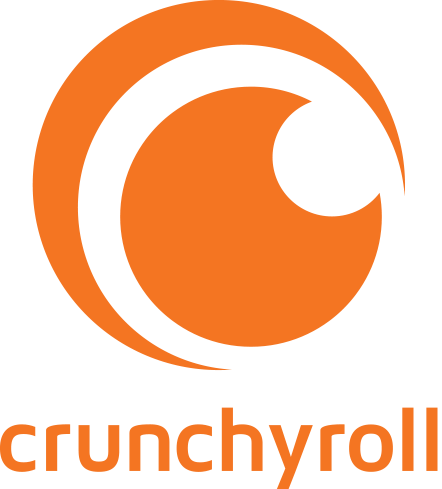
Altes Kompaktlogo (2018 bis 2024)
Aktuelles Langlogo (seit 2024)
Aktuelles Kompaktlogo (seit 2024)

## Crunchyroll Anime Awards
Die Crunchyroll Anime Awards sind eine jährlich stattfindende Award-Verleihung in der Anime-Industrie. Im Januar 2017 vergab Crunchyroll das erste Mal die Crunchyroll Anime Awards. Der Preis wurde ins Leben gerufen um die besten Animes des Vorjahres zu würdigen.

## Technisches
Am 19. September 2018 hat Crunchyroll den Flash-basierten Player durch einen HTML5-basierten Player ersetzt.
Crunchyroll stellt Apps für Microsoft Windows Phone, Microsoft Windows 10/11, Playstation 4/5, XBOX One/360, Wii U, Nintendo Switch, iOS, Amazon Fire TV, Roku, Android und Android TV bereit.

## Kritik
Im Juli 2024 stellte Crunchyroll weltweit ihre Kommentarfunktion ein mit der Begründung, den Nutzern eine „sichere und respektvolle Umgebung“ bieten zu können. Ein Auslöser für die Abschaltung der Kommentar- und Reviewfunktion wurde nicht kommuniziert. Es wurde spekuliert, dass der Auslöser ein Review-Bombing mit homophoben Kommentaren zur Boys-Love-Animeserie Twilight Outfocus gewesen sein könnte. Die Abschaltung der Kommentarfunktion wurde von den Nutzern des Streamingdienstes überwiegend negativ wahrgenommen und scharf kritisiert.